# Лимита (фильм)
«Лимита́» — художественный фильм Дениса Евстигнеева 1994 года.

## Сюжет
Когда в 1977 году эти ребята приехали в Москву из Пятигорска, у них на двоих было 160 рублей и банка кизилового варенья, а москвичи при встрече презрительно называли их «лимитой».
Прошли годы, и блестящие способности молодых ребят смогли реализоваться. На дворе 1993 год. Один (Миша) стал работником банка, шифрующим на компьютере всю документацию, второй (Иван) стал хакером, перед которым не могла устоять ни одна компьютерная загадка. Выполняя задания «мафиозных структур», проникая в банковскую сеть, Иван помогал заказчикам грабить банки, чем заработал себе авторитет в преступном мире.

## В ролях
- Владимир Машков — Иван Павлович Ворошилов
- Евгений Миронов — Миша Вулах
- Кристина Орбакайте — Катя
- Максим Суханов — Сергей Сергеевич Макаров
- Мария Липкина — подруга Ивана
- Юлия Сидорова — Нора
- Александр Кахун — клиент
- Сергей Газаров — продюсер
- Ирина Апексимова — Наташа
- Евгения Дмитриева — студентка
- Андрей Кайков — студент

## Съёмочная группа
- Автор сценария: Ираклий Квирикадзе, Пётр Луцик, Алексей Саморядов
- Режиссёр: Денис Евстигнеев
- Оператор: Сергей Козлов
- Художники: Павел Каплевич, Николай Майоров
- Композитор: Эдуард Артемьев

## Премии и награды
- 1994 — «Кинотавр».

Победитель в категории:
- Специальная премия президентского совета за дебют: Денис Евстигнеев

- 1995 — «Ника».

Победитель в категориях:
- Лучшая сценарная работа: Ираклий Квирикадзе, Пётр Луцик, Алексей Саморядов
- Лучшая музыка к фильму: Эдуард Артемьев
- Лучшая мужская роль: Евгений Миронов